# Tillandsia caricifolia
Espèce
Classification phylogénétique
Tillandsia caricifolia Mez est une espèce de plantes à fleurs de la famille des Bromeliaceae.
L'épithète caricifolia signifie « à feuille de laîche » (genre Carex).

## Protologue et Type nomenclatural
Tillandsia caricifolia E.Morren ex Mez in C.DC., Monogr. Phan. 9: 672, n°12 (1896)
Diagnose originale  :
« foliis densissime fasciculatis, perangustis, basin versus ferrugineo-umbrino-lepidotis ; inflorescentia bipinnatim panniculata[sic] ; spicis erectis, geniculatatis, subpinnatis, abbreviatis ; bracteolis florigeris vix imbricatis, dorso glabris valdeque prominenti-venosis, acutis, sepala exacte aequantibus; floribus suberectis; sepalis posticis inter sese ad 2,5 mm., cum antico vix ad 1 mm. connatis, peracutis. »
Type : Mez cite deux spécimens différents, il n'y a donc pas d'holotype explicitement désigné :
1. leg. Liebmann, Brom. n° 49 ; « Mexico prope Mirador : in itere inter Vera Cruz et Cordoba : Karwinsky » .
2. leg. Friedrichsthal,  n° 836 ; « Guatemala prov. Chontales in monte Aragua » .

Quant aux herbiers de dépôt, ils ne sont pas précisés parmi les trois cités (Haun., Petrop., Vindob.).

## Synonymie

### Synonymie nomenclaturale
(aucune)

### Synonymie taxonomique
- Tillandsia festucoides Brongn[2].

## Écologie et habitat
- Biotype : plante herbacée en rosette acaule monocarpique vivace par ses rejets latéraux ; épiphyte[1].
- Habitat : ?
- Altitude : ?

## Distribution
- Amérique centrale :
  -  Guatemala
    - Chontales [1]

  -  Mexique
    - Veracruz[1]